# Antônio de Castro Mayer

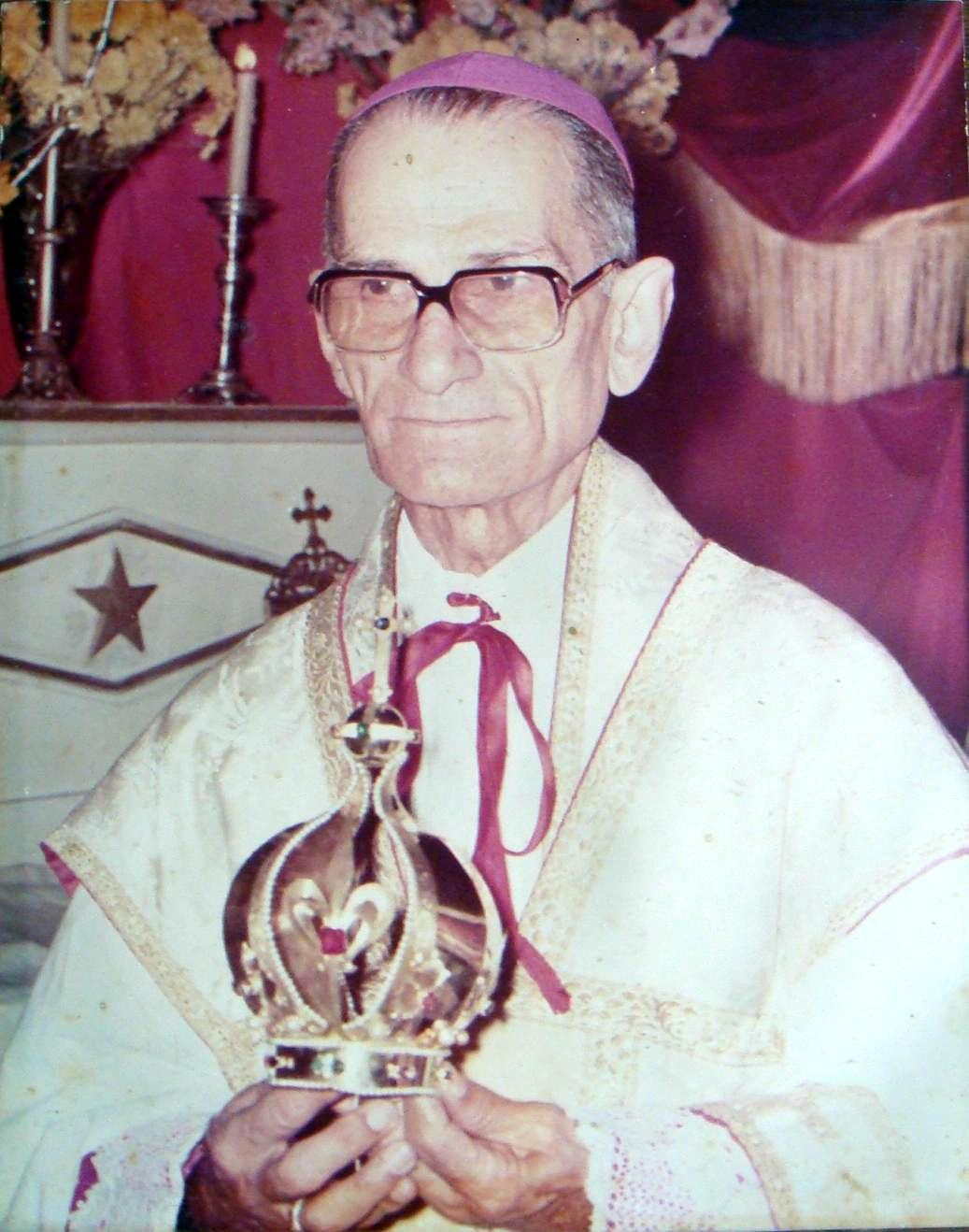
Antônio de Castro Mayer

Antônio de Castro Mayer (* 20. Juni 1904 in Campinas; † 26. April 1991 in Rio de Janeiro) war ein römisch-katholischer Bischof, der sich durch seine Teilnahme an unerlaubten Bischofsweihen die Tatstrafe der Exkommunikation zuzog.

## Leben
Antônio de Castro Mayer wurde als eines von zwölf Kindern des Johann Mayer, eines bayerischen Steinmetzes, und seiner Frau Francisca de Castro, einer brasilianischen Bäuerin, geboren.
Nach seinem Besuch des kleinen Seminars und des großen Seminars studierte Mayer an der Päpstlichen Universität Gregoriana und erhielt am 30. Oktober 1927 die Priesterweihe durch Kurienkardinal Basilio Pompili.
Nach seiner Priesterweihe lehrte Mayer Philosophie, Geschichte der Philosophie und Dogmatische Theologie am Seminar in São Paulo. Nach der Aufnahme ins Domkapitel wurde Mayer 1942 Generalvikar in São Paulo sowie 1945 Kurat und Prälat der Päpstlichen Katholischen Universität von São Paulo.
Am 6. März 1948 wurde Mayer durch Papst Pius XII. zum Koadjutorbischof von Campos und Titularbischof von Priene ernannt. Die Bischofsweihe spendete ihm am 23. Mai der Apostolische Nuntius in Brasilien, Erzbischof Carlo Chiarlo. Mitkonsekratoren waren der Bischof von Piracicaba, Ernesto de Paula, und der Bischof von Jacarezinho, Geraldo de Proença Sigaud SVD. Mit dem Tod Octaviano Pereira de Albuquerques am 3. Januar 1949 folgte ihm Mayer als Bischof von Campos nach.
Mayer nahm als Konzilsvater an allen vier Sitzungsperioden des Zweiten Vatikanischen Konzils teil. Dort war er Mitglied des Coetus Internationalis Patrum. Entsprechend seiner konservativen Einstellung bekämpfte er die Befreiungstheologie in Brasilien.
Am 29. August 1981 nahm Papst Johannes Paul II. seinen altersbedingten Rücktritt an.
Bei den illegalen aber gültigen Bischofsweihen, die der suspendierte Erzbischof Marcel Lefebvre am 30. Juni 1988 vornahm, agierte Mayer als Kokonsekrator. Die damaligen Weihekandidaten waren Bernard Fellay, Bernard Tissier de Mallerais, Richard Williamson und Alfonso de Galarreta. Beide Konsekratoren und die vier neugeweihten Bischöfe zogen sich durch die unerlaubte Weihe die Tatstrafe der Exkommunikation zu. Die Apostolische Personaladministration St. Johannes Maria Vianney, die auf Bischof de Castro Mayer zurückgeht, bestritt das Eintreten der Exkommunikation mit Berufung auf einen aus ihrer Sicht existierenden „Kirchennotstand“, weswegen de Castro Mayer bis zu seinem Tod weiterhin Sakramente, vor allem Firmungen und Weihen, spendete.
Er starb am 24. April 1991, ohne dass er sich mit der Kirche versöhnt hätte oder die Exkommunikation aufgehoben worden wäre.